# Прапор Боготи
Прапор Боготи був прийнятий як символ міста 9 жовтня 1952 року згідно з указом 555, виданим мерією. 
Прапор є прямокутним полотнищем розділеним  на дві горизонтальні половини: жовтою і червоною. У центрі розташований герб міста.   Жовтий колір означає справедливість, доброчесність і доброту, а червоний колір означає свободу, здоров'я і милосердя.  

Походження прапора сягає декларації Незалежності від 20 липня 1810 року, в якій патріоти ототожнювали себе з жовто-червоною пов'язкою.  6 жовтня 1952 року міська влада проконсультувалася з Колумбійською історичною академією щодо дизайну прапора міста з урахуванням традицій та історії. У відповідь академіки Енріке Ортега Рікаурте та Гільєрмо Ернандес де Альба виступили з доповіддю, в якій детально описали історію пов’язки, яку використовували революціонери, і запропонували прийняти її як прапор міста. 